# Uwe Unterwalder
Uwe Unterwalder (n. 15 iulie 1950, Berlin, RDG) este un ciclist german, medaliat olimpic. A participat la 3 ediții ale Jocurilor Olimpice (1972, 1976, 1980) în care a câștigat două medalii de argint.